# Jakub Grič
Jakub Grič (Prešov, 5 luglio 1996) è un calciatore slovacco, centrocampista o difensore del Chrobry Głogów.

## Carriera

### Club
Ha giocato nella prima divisione dei campionati slovacco, polacco e ceco.

### Nazionale
Ha giocato nelle nazionali giovanili slovacche Under-17 ed Under-18.

## Palmarès

### Club

#### Competizioni nazionali
- Coppa di Slovacchia: 1

Spartak Trnava: 2021-2022